# 電撃文庫MAGAZINE
『電撃文庫MAGAZINE』（でんげきぶんこマガジン）とはKADOKAWA（アスキー・メディアワークスブランド）が発行していた、ライトノベル中心の季刊小説誌である。

## 概要
2007年10月10日発売号をもって休刊した『電撃hp』の後継誌として2007年12月10日に創刊された。創刊号『電撃文庫MAGAZINE プロローグ1』の表紙はいとうのいぢが担当した。
『電撃hp』の編集体制および一部コンテンツを引き継いでおり、電撃文庫の作家達が作品を掲載している。『電撃文庫MAGAZINE』の名前が示すように、書籍扱いであった『電撃hp』とは異なり、ISBNが付かない雑誌扱いである。
『プロローグ1』および『プロローグ2』（2008年2月9日発売）については『月刊コミック電撃大王』の増刊号として発行されたが、2008年4月10日発売分（2008年5月号）から独立創刊された。
創刊以来、偶数月10日発売の隔月刊だったが、2019年7月10日発売のVol.68（2019年8月号）より、1・4・7・10月の10日発売の季刊へ移行している。
2020年4月10日発売の5月号をもって休刊した。理由は読者のニーズが多様化し、またスピーディーな情報提供が求められる現在、雑誌としての役目を終えたからとしている。全71号。最終号の表紙はabecが担当した。

### 電子配信
2014年3月16日より初の電子限定号の配信が開始された。この電子限定号は電撃文庫MAGAZINEをそのまま電子書籍化したものではないものの、電子限定号用に書き下ろしも収録され、また電撃文庫の公式海賊本「パンチラバーズ」が特典として配信された。
創刊10周年を迎えたことを記念し2018年4月25日（Vol.61）より紙雑誌とともにその電子版も発売した。この電子版は付録や一部記事の掲載はないが概ね紙雑誌と同内容である。ただし、発売日は紙雑誌が先で、大体15日後に電子版が配信されていた。

## 過去の主な掲載作品
以下「電撃小説大賞受賞作」項以外、50音順。
| - アスラクライン紙ラジオ洛高放送委員会 - @HOME - ヴァルプルギスの後悔 - 嘘つきみーくんと××× - 海の底 前夜祭 - 86-エイティシックス- - 狼と香辛料 - OBSTACLE OVERTURE - キノの旅 - ゴールデンタイム - C3 -シーキューブ- さいどびゅー - シニガミノバラッド。アンノウンスターズ。 - ストライク・ザ・ブラッド - 戦闘機少女クロニクル - とある魔術の禁書目録SS - とらドラスピンオフ! - なれる!SE - ネトゲの嫁は女の子じゃないと思った? - 野﨑まど劇場 - はたらく魔王さま! - ビブリア古書堂の事件手帖スピンオフ こぐちさんと僕のビブリアファイト部活動日誌 - 僕と彼女のゲーム戦争 - 魔法科高校の劣等生 - 0能者ミナト - れでぃ×ばと! Heroines' Stories!! - レトロゲームマスター渋沢 - ロウきゅーぶ! - 電撃小説大賞受賞作 | - スペシャルエッセイ（入間人間/著） - スペシャルエッセイ（竹宮ゆゆこ/著） - スペシャルエッセイ（橋本紡/著） - 電撃徒然草 - 青の楽園〈エデン〉（椎名優/著・イラスト） - Twinkle World（千野えなが/著・イラスト） - 悪魔語りのテオ（紅玉いづき/著、赤岸K/イラスト） - アクセル・ワールド（合鴨ひろゆき） - あくちぇる・わーるど。（あかりりゅりゅ羽） - 蜻蛉迷宮（菜住小羽） - ストライク・ザ・ブラッド こちら彩海学園中等部（あかりりゅりゅ羽） - ソードアート・オンライン アインクラッド（中村貯子） - ソードアート・オンライン ガールズ・オプス（猫猫猫） - ソードアート・オンライン ファントム・バレット（山田孝太郎） - ソードアート・オンライン フェアリィ・ダンス（葉月翼） - ソードアート・オンライン プロジェクト・アリシゼーション（山田孝太郎） - ソードアート・オンライン マザーズ・ロザリオ（葉月翼） - そーどあーと☆おんらいん。（南十字星） - 文庫MAGAZINEのしおり（NELL） - ぼくたちのみなみさん（とりしも） |

## 電撃文庫MAGAZINE賞
第15回電撃小説大賞より、電撃文庫MAGAZINE賞が設置された。受賞作は『電撃文庫MAGAZINE』に掲載される。
- 第15回（2008年）
  - 「眼球奇譚」鷹羽知 - 2009年3月号 (Vol.6) に掲載
  - 「隙間女(幅広)」丸山英人 - 2009年3月号 (Vol.6) に掲載
- 第16回（2009年）
  - 「精恋三国志」奈々愁仁子 - 2010年3月号 (Vol.12) に掲載
- 第17回（2010年）
  - 「シースルー!?」天羽伊吹清 - 2011年3月号（Vol.18）に掲載
- 第18回（2011年）
  - 「明日から俺らがやってきた」高樹凛 - 2012年3月号掲載（Vol.24）に掲載
- 第19回（2012年） 
  - 「失恋探偵ももせ」岬鷺宮 - 2013年3月号（Vol.30）に掲載
- 第20回（2013年）
  - 「給食争奪戦」アズミ - 2014年3月号（Vol.36）に掲載
- 第21回（2014年）
  - 「バリアクラッカー 神の盾の光と影」囲恭之介 - 2015年3月号～7月号（Vol.42～44）に掲載
- 第22回（2015年）
  - 「俺たち!! きゅぴきゅぴ♥Qピッツ!!」涙爽創太 - 2016年3月号（Vol.48）別冊付録 『まるごと1冊「第22回電撃小説大賞受賞作」』に掲載
- 第25回（2018年）
  - 「折り鶴姫の計算資源」木田寒朗 - 2019年3月号（Vol.66）

## 読者参加企画
電撃MAGAZINE 読者参加企画としてショートストーリーのグランプリを決め、優秀作品を掲載している。
- 電撃リトルリーグ
- 電撃学園物語
- チポケットエンジェル
- 電撃Short3
- 電撃掌編王
- 電撃チャンピオンロード